# Crime do carro preto
O caso do atirador do carro preto ou crime do carro preto, foi uma série de ataques ocorridos na madrugada do dia 10 de Abril de 2011 na cidade de Santos. Os ataques foram praticados por um indivíduo que dirigia um carro preto e teria feito disparos contra diferentes grupos, aparentemente escolhidos aleatoriamente, com uso de uma arma de fogo. Como consequência dos ataques, uma pessoa morreu, e outras pessoas foram atingidas e feridas. O suspeito de efetuar os ataques, foi o policial militar André Aparecido dos Santos.